# Älgö
Älgö – miejscowość (tätort) w Szwecji, w regionie administracyjnym (län) Sztokholm, w gminie Nacka.
Według danych Szwedzkiego Urzędu Statystycznego liczba ludności wyniosła: 908 (31 grudnia 2015), 991 (31 grudnia 2018) i 1026 (31 grudnia 2019).